# NGC 6459
NGC 6459 (również PGC 60817) – galaktyka soczewkowata (S0), znajdująca się w gwiazdozbiorze Smoka. Odkrył ją Lewis A. Swift 19 kwietnia 1885 roku.